# Panyasis
Panyasis eller Panyassis (grekiska Πανυάσις eller Πανυάσσις) var en forngrekisk skald från Halikarnassos på 400-talet f.Kr., samtida och släkt med historieskrivaren Herodotos.
Under titeln Herakleia efterlämnade han en episk dikt i 14 böcker som behandlade Heraklessagan. De fragment som bevarats till våra dagar finns utgivna av Johannes Pistotheus Tzschirner (1842), av Gottfried Kinkel i Epicorum græcorum fragmenta I (1877) samt av Johann Friedrich Dübner och Franz Siegfried Lehrs i Epici græci (1881).